# Вриони, Кемаль
Кемаль Вриони (алб. Kemal Vrioni; 1885, Фиери — 1952, тюрьма Буррели) — албанский политический деятель 1930-х и 1940-х годов.

## Биография
Кемаль Вриони родился в Фиери в 1885 году в семье Вриони, крупного землевладельческого рода времён Османской империи. Так его члены являлись крупнейшими собственниками земли в регионе Фиери. Кемаль изучал государственное управление экономику в Стамбуле.
В декабре 1918 года Кемаль Вриони участвовал в Дуресском конгрессе. В 1921—1928 годах он был депутатом албанского парламента. Он участвовал в антизогистском восстании во Фиери в 1935 году. В отличие от других организаторов этого выступления, таких как Коста Чекрези, Муса Краня или Джевахир Арапи, которые бежали из страны или были жестоко наказаны, ему удалось выйти невредимым из этой истории.
Также в 1920-х годах Вриони был обвинён в жестоком обращении с крестьянами в своих поместьях, в том числе в изгнании их со своей земли и сожжении их домов. За это его безуспешно привлекали к суду.
В 1938 году итальянцы избрали его директором SITA, итальянской компании, занимавшейся электроэнергетикой и связанной с ней логистикой. В 1939 году на этом посту его сменил Салих Вучитерни.
В 1940 году, в период итальянской оккупации Албании, Вриони руководил газетой Tomorri, фашистским изданием, пришедшим на смену Fashizmi. В 1940 году он сменил Фейзи Ализоти на посту министра финансов в правительстве Шефкета Верладжи.
В конце Второй мировой войны он был арестован албанскими коммунистами и предстал перед Специальным судом весной 1945 года наряду со множеством других профашистских политиков. Сначала он был приговорён к смертной казни как «военный преступник» и «враг народа», но позже наказание было изменено на тюремное заключение. По данным Роберта Элси, Вриони умер в тюрьме Буррели в 1946 году. Согласно же Томору Алико, он был приговорён к 10 годам тюремного заключения и освобождён в 1952 году, после чего подвергался преследованию. Всё его имущество и поместья были конфискованы.